# 2MASS J01225093−2439505 b
2MASS J01225093-2439505 b (parfois abrégé de façon non officielle en 2M 0122-24 b) est une naine brune découverte en 2013, en orbite autour de la naine rouge 2MASS J01225093-2439505 (2M 0122-24), par les scientifiques Brendan P. Bowler, Michael C. Liu, Evgenya L. Shkolnik et Trent J. Dupuy,.

## Désignation
La naine brune est désignée sous les noms 2MASS J01225093-2439505 b dans le catalogue du Two-Micron All-Sky Survey et WISE J012251.02-243952.0 b dans celui du Wide-field Infrared Survey Explorer.

## Caractéristiques
En 2013, la naine brune est observée en imagerie directe dans le cadre de la recherche de planètes géantes extrasolaires autour d'étoiles jeunes et de faible masse. C'est son rayon équivalent à celui de Jupiter et sa masse environ 25 fois supérieure qui classent l'astre dans la catégorie des naines brunes. La gravité à sa surface est 50,6 fois plus forte que celle à la surface de la Terre. Elle orbite à 52 unités astronomiques de son étoile. La température mesurée à sa surface est de 1 380 kelvins (1 107 °C). Quan à l'âge du système, il est estimé à 120 ± 10 millions d'années.
Les caractéristiques de l'objet suggèrent qu'il s'agit d'un « pont » entre les planètes chaudes comme β Pic b et les objets très poussiéreux et froids comme HR 8799 b, c, d et e.

## Étoile hôte
L'étoile hôte 2M 0122-4 est une naine rouge de type M3.5, dont la température de surface est d'environ 3 500 K, localisée dans la constellation de la Baleine. Elle est située à 117,4 années-lumière (36 parsecs) de la Terre. Son rayon est estimé à 0,4 fois le rayon du Soleil et sa masse à 0,4 fois celle du Soleil.
Les magnitudes apparente et absolue de l'étoile sont respectivement de 22,0 et 19,2. Elle est âgée de 120 millions d'années, ce qui en fait une étoile relativement jeune à l'échelle des temps astronomiques.
La température effective de sa surface est d'environ 3530 K (3 257 °C), ce qui en fait une étoile relativement froide par comparaison avec les autres types d'étoiles (le Soleil a une température de surface d'environ 5 778 °C). Son type spectral, M3.5, correspond à une naine rouge.
Seule 0,3 % de l'énergie totale rayonnée par l'étoile est émise dans la région ultraviolette du spectre électromagnétique, soit une valeur relativement faible. Cette donnée peut être importante pour l'étude des effets de l'irradiation UV sur les planètes en orbite autour d'une étoile, ou pour évaluer l'impact de cette étoile sur les atmosphères de ces planètes[réf. souhaitée]. 14,5% de l'énergie totale émise par l'étoile est émise dans la région visible du spectre électromagnétique, le reste étant émis dans d'autres régions du spectre.[réf. nécessaire]
La plus grande partie de l'énergie est émise par l'étoile dans la région infrarouge du spectre électromagnétique, ce qui apparaît cohérent avec sa température relativement basse de l'étoile (3 500 K), les étoiles plus froides émettant principalement dans la région infrarouge du spectre électromagnétique.